# Ung Hòa Cung
Ung Hòa cung (tiếng Trung: 雍和宫, tạm dịch Cung điện hòa bình và du dương) là một ngôi chùa và tu viện của trường phái Gelug thuộc Đạo Bụt Tây Tạng nằm ở Đông Thành, Bắc Kinh. Phong cách kiến trúc ngôi chùa là sự kết hợp giữa phong cách người Hán và phong cách người Tây Tạng.
Đây vốn là phủ đệ của Ung Chính Đế khi còn là Hoàng tử, được xây dựng năm 1694. Năm 1722, sau khi lên ngôi, ông đã cải biến dinh thự của mình thành một ngôi chùa Tây Tạng.

## Tuyệt tác nổi tiếng
1. Núi 500 vị Araham ở hậu điện Pháp Luân, cao gần 4m, dài gần 3m, làm bằng gỗ đàn hương, (đáng tiếc do chiến tranh nay chỉ còn 449 La Hán)
2. Tượng Di lặc trong Các Vạn Phúc (lầu Đại Phật), tòa lầu cao hơn 30m, bề ngoài như lầu 3 tầng nhưng bên trong thì thông tầng không có sàn ngăn, pho tượng ở đây là pho Di Lặc bằng gỗ đàn hương trắng, tượng gồm phần nổi trên mặt đất cao 18m và 8m chìm dưới đất. Tượng nặng khoảng 100 tấn, là tượng điêu khắc độc mộc lớn nhất Thế giới.
3. Tượng Thích Ca bằng đồng trong lầu Chiếu Phật, khám thờ làm thẳng từ mặt đất lên trần nhà chiếm hết cả hai tầng, 2 cột gỗ 2 bên khắc 99 con rồng xung quanh hai con rồng lớn.